# Роули, Джефф
Джефф Роули (англ. Geoff Rowley, род. 6 июня 1976, Ливерпуль)— профессиональный скейтер, является иконой скейтбординга. Бывший совладелец компании по производству скейтбордов «Flip Skateboards»; владелец компании «Civilware Service Corporation».
Скейтбордист года по версии журнала Thrasher в 2000 году.

## Биография
Роули начал заниматься скейтбордингом примерно в 1989 году в своем родном городе Ливерпуле, Англия, Великобритания. Роули с энтузиазмом относился к скейтбордингу. Он катался целыми днями, в то время как его друзья катались лишь относительно недолго. В интервью для британского журнала Rad Роули заявил, что впервые заинтересовался скейтбордингом потому, что «многие люди в моей школе увлекались скейтбордингом, и я заинтересовался через них». В том же интервью Роули объяснил, что его родители поддерживали его занятия скейтбордингом, хотя его отец «не любил, когда я целыми днями сидел дома».
Первое спонсорство получил в 18 лет; спонсором стала фирма «Deathbox Skateboards» (позже переименована в «Flip Skateboards»).
Роули был одним из главных скейтбордистов в мобильной игре Vans Skate & Slam. Он появился в нескольких играх франшизы видеоигр Tony Hawk. Он появился в игре Tony Hawk’s Pro Skater в 1999 году и в нескольких следующих играх, вплоть до Tony Hawk’s Underground 2003 года. Он также появился в игре Tony Hawk: Shred и в качестве загружаемого скейтера в Tony Hawk’s Pro Skater HD. Он вернулся в серию в 2020 году для Tony Hawk’s Pro Skater 1 + 2.
Изобретатель трюка «Rowley-Darkslide».